# Sh2-134
Sh2-134 est une grande nébuleuse en émission visible dans la constellation de Céphée.
Elle est située dans la partie sud de la constellation et est plus ou moins centré autour de l'étoile λ Cephei. La période la plus appropriée pour son observation dans le ciel du soir tombe entre les mois de juillet et décembre et elle est considérablement facilitée pour les observateurs situés dans les régions de l'hémisphère boréal, où elle se produit circumpolaire jusqu'aux régions tempérées chaudes.
Sh2-134 est un vaste système de nébuleuses liées à l'association Cepheus OB2. Sa distance est égale à 900 pc et il reçoit le rayonnement ionisant de l'étoile λ Cephei, située à proximité immédiate. On pense que cette nébuleuse, ainsi que Sh2-131 et Sh2-133 à proximité, sont associées à la grande superbulle en expansion connue sous le nom de Cepheus Bubble. La composante non ionisée du système de nébuleuse Sh2-134 comprend quelques nuages moléculaires visibles à la longueur d'onde du CO, parmi lesquels se détachent [DBY94] 153 et [DBY94] 156, respectivement de masse égale à 510 et 450 M☉. Les phénomènes de formation d'étoiles dans la région sont mis en évidence par la présence de certaines sources de rayonnement infrarouge, dont la plupart sont identifiées par l'IRAS, et un maser avec des émissions de H2O.